# Ulica Henryka Sienkiewicza w Łomży
Ulica Sienkiewicza w Łomży – dawniej ulica Wesoła. Została wytyczona w 1836 roku w celu regulacji południowo-zachodniej części miasta. Gdy Łomża została miastem gubernialnym, wytyczono obok ulicy Plac Soborny (obecnie Plac Jana Pawła II) i wybudowano cerkiew, która od 1917 roku została przekształcona w kościół katolicki. Na przełomie XIX i XX w. naprzeciw cerkwi wybudowano trzy kamienice, z których najwyższą była kamienica rodziny Śledziewskich. Na budynku tejże kamienicy znajduje się tablica upamiętniająca śmierć Leona Kaliwody podczas rozbrajania Niemców 11 listopada 1918 r.

## Linki zewnętrzne

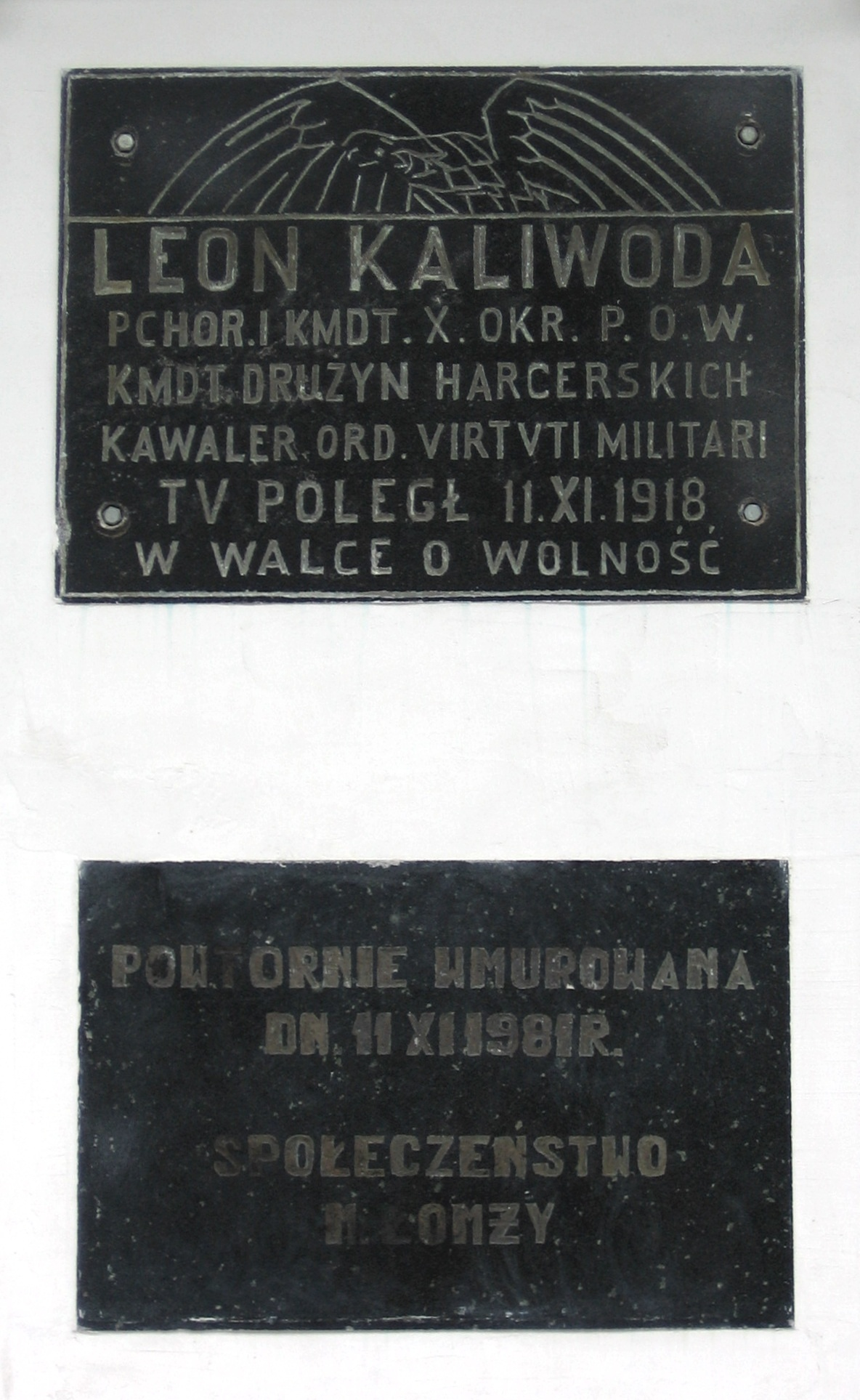
Tablica pamiątkowa na ścianie kamienicy rodziny Śledziewskich